# The Prodigal (film 1931)

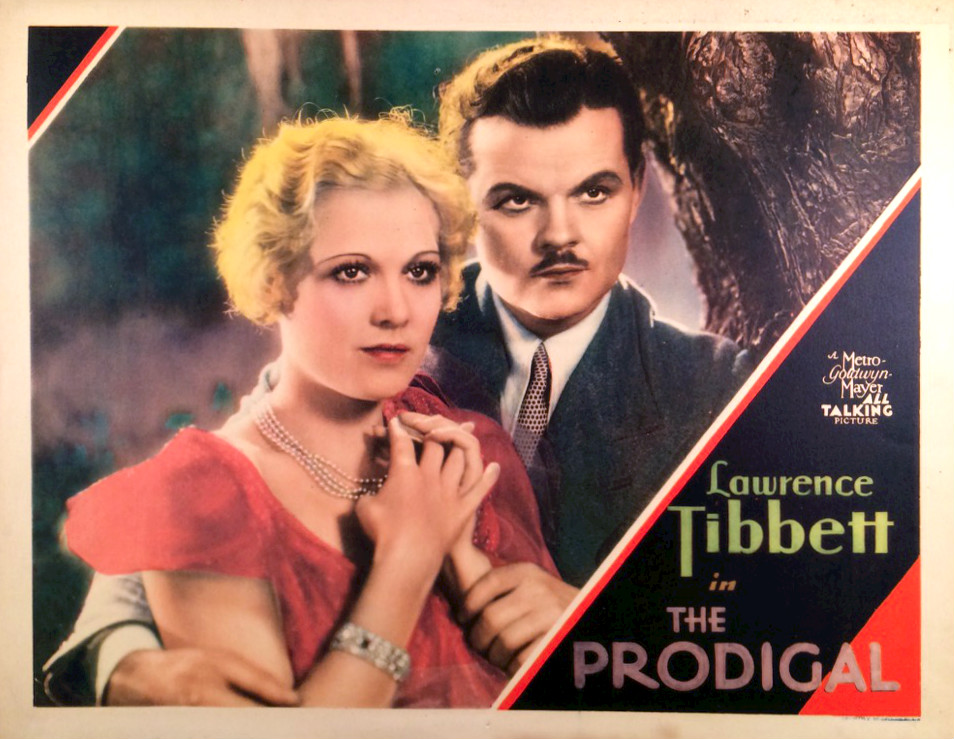

The Prodigal è un film del 1931 diretto da Harry A. Pollard.

## Produzione
Il film fu prodotto dalla Metro-Goldwyn-Mayer (MGM). Il titolo originale della sceneggiatura era quello del romanzo, The Southerner.
Venne girato nei Metro-Goldwyn-Mayer Studios, al 10202 di W. Washington Blvd., a Culver City.

## Distribuzione
Distribuito dalla Metro-Goldwyn-Mayer (MGM), il film uscì nelle sale cinematografiche statunitensi il 21 febbraio 1931.